# Suttisak Singkhon
Suttisak Singkhon (auch Sutthisak Singkhon; * 5. Oktober 1996 in Maha Sarakham) ist ein thailändischer Leichtathlet, der sich auf den Zehnkampf spezialisiert hat und in dieser Disziplin 2017 Asienmeister wurde und 2018 die Silbermedaille bei den Asienspielen gewann.

## Sportliche Laufbahn
Erste internationale Erfahrung sammelte Suttisak Singkhon im Jahr 2015, als er bei den Südostasienspielen in Singapur mit 6556 Punkten den fünften Platz belegte. Zwei Jahre später gewann er bei den Asienmeisterschaften in Bhubaneswar mit 7732 Punkten die Goldmedaille im Zehnkampf. Er qualifizierte sich damit auch für die Weltmeisterschaften in London, bei denen er seinen Wettkampf nicht beenden konnte. Anschließend gewann er bei den Südostasienspielen in Kuala Lumpur mit 7411 Punkten die Silbermedaille hinter dem Philippiner Aries Toledo und wurde im Weitsprung mit 7,59 m Vierter. Anschließend gewann er bei den Asian Indoor & Martial Arts Games in Aşgabat mit neuem Landesrekord von 5332 Punkten die Silbermedaille im Hallensiebenkampf hinter dem Saudi Mohammed Jasem al-Qaree. Im Jahr darauf nahm er erstmals an den Asienspielen in Jakarta teil und gewann auch dort mit neuer nationaler Bestleistung von 7809 Punkten die Silbermedaille hinter dem Japaner Keisuke Ushiro. 
2019 nahm er erstmals an der Sommer-Universiade in Neapel teil und gewann dort mit 7511 Punkten die Bronzemedaille hinter dem Neuseeländer Aaron Booth und Alec Diamond aus Australien. Anfang Dezember musste er bei den Südostasienspielen in Capas den Zehnkampf voerzeitig beenden, gewann aber im Weitsprung mit 7,89 m die Bronzemedaille hinter dem Indonesier Sapwaturrahman und Andre Anura aus Malaysia. 2023 wurde er bei den Hallenasienmeisterschaften in Astana mit 5114 Punkten Vierter im Siebenkampf. Im Mai verteidigte er bei den Südostasienspielen in Phnom Penh mit 7468 Punkten seinen Titel im Zehnkampf und anschließend gewann er bei den Asienmeisterschaften in Bangkok mit 7626 Punkten die Silbermedaille hinter dem Japaner Yuma Maruyama. Im August musste er seinen Wettkampf bei den World University Games in Chengdu vorzeitig beenden und im Oktober belegte er bei den Asienspielen in Hangzhou mit 7239 Punkten den sechsten Platz.

## Persönliche Bestleistungen
- Weitsprung: 7,89 m (+0,4 m/s), 7. Dezember 2019 in Capas
  - Weitsprung (Halle): 7,32 m, 19. September 2017 in Aşgabat
- Zehnkampf: 7809 Punkte: 26. August 2018 in Jakarta (thailändischer Rekord)
  - Siebenkampf (Halle): 5332 Punkte: 20. September 2017 in Aşgabat (thailändischer Rekord)